# 공룡
공룡(恐龍, 영어: dinosaur)은 공룡상목(恐龍上目, 라틴어: Dinosauria 디노사우리아[*])에 속하는 생물들을 통틀어 일컫는 용어이다. 일반적으로 익룡, 어룡, 수장룡은 육상 공룡에 포함되지 않고 따로 분류된다.
공룡은 트라이아스기 후기에 출현하여 2억 년 넘게 전 세계에 걸쳐 번식하며 지구상의 주된 육상동물로서 진화하다가 백악기 말에 운성 충돌로 추정되는 사건인 백악기-제3기 대멸종으로 익룡, 어룡, 수장룡과 함께 새를 제외한 모든 종이 절멸하였다. 이후 신생대에 파라케라테리움, 히포포타무스 고르곱스 같은 동물들이 출현하였다.
공룡은 크기가 25cm의 작은 크기에서부터 현존하는 어떤 육상동물보다도 큰 40m가 넘는 크기까지 다양한 크기와 식생을 가졌다. 원시 파충류와는 달리 몸 아래로 곧게 뻗은 다리를 가져 높은 운동 능력을 가지고 있었으며, 현재까지 약 1,000종 이상이 발견되었다.

## 어원
공룡은 그리스어 δεινόσαυρος(데이노사우로스)의 역어이다. 1842년 영국의 고생물학자 리처드 오언은 "파충류에 속하는 이 특별한 부류"에 대해 처음으로 공룡이라는 이름을 붙였다. δεινόσαυρος는 "무서운", "놀라운"을 뜻하는 그리스어 δεινός(데이노스)와 "도마뱀"을 뜻하는 σαύρα(사우라)가 합쳐진 단어이다. 오언은 공룡의 크기와 위엄있는 모습에 크게 감명받았으며, 이빨, 발톱 등의 생김새를 기준으로 분류하였다.
한국어 공룡(恐龍) 또한 무서운(恐) 용(龍)이란 뜻이다.

## 현대 생물학의 정의

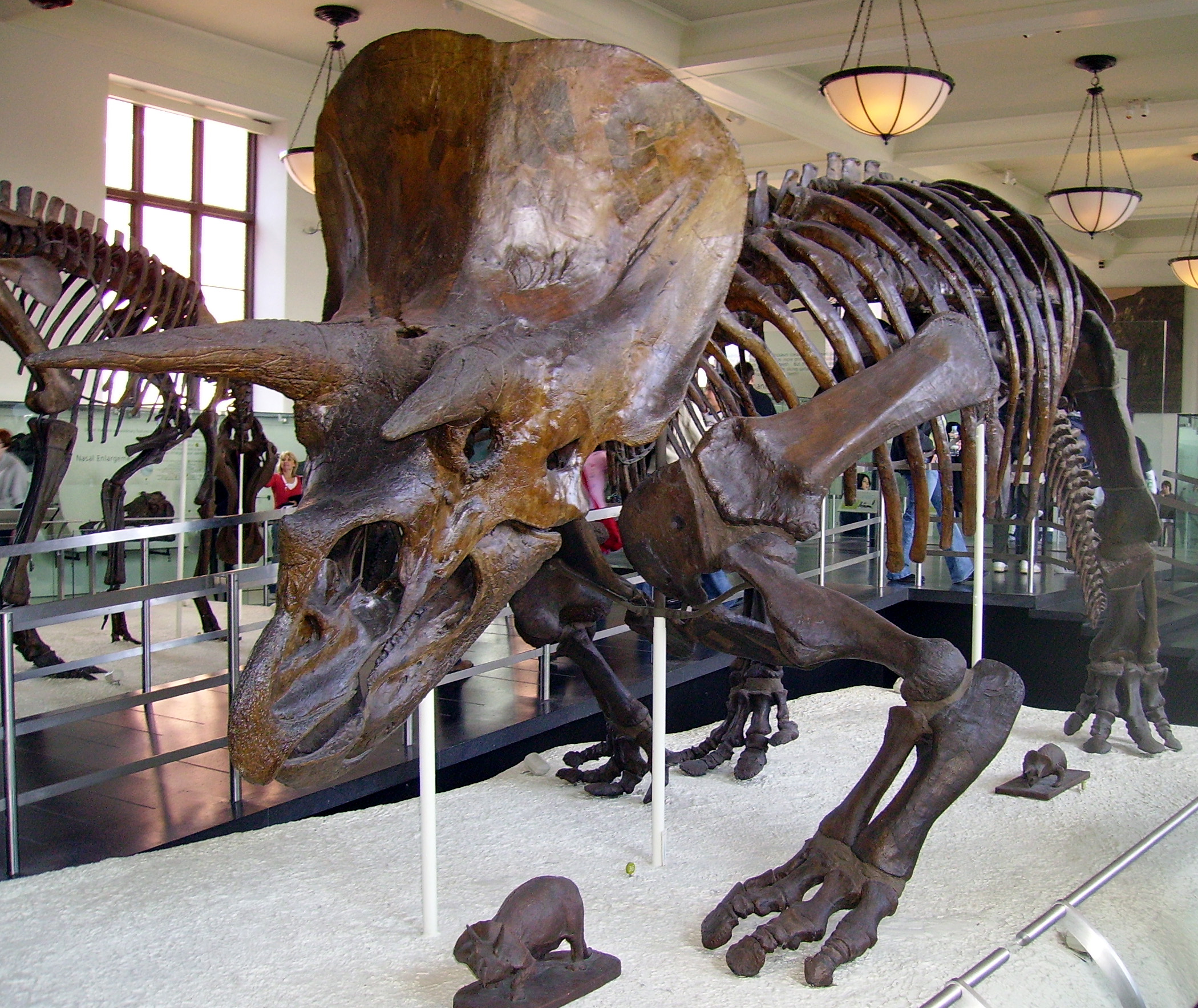
뉴욕 미국 자연사 박물관에 있는 트리케라톱스의 골격

분류학에서는 공룡을 "트리케라톱스와 근생 조류 및 이들에서 분기된 모든 자손을 아우르는 가장 최근의 공통 조상이 속해 있는 부류"로 보고 있다. 이는 메갈로사우루스와 이구아노돈의 공통 조상이 곧 모든 공룡의 최근 공통 조상이라는 것을 의미한다. 메갈로사우루스와 이구아노돈은 오언이 분류한 세 종류의 공룡 가운데 두 종류이다. 공룡은 사족보행을 한 용각아목, 이족보행을 한 수각아목, 딱딱한 등을 가진 곡룡류, 등에 돌기뼈를 가진 검룡류. 머리뼈가 부채 모양으로 퍼지고 뿔이 달린 각룡류, 오리 모양의 입이 특징인 조각류 등으로 나뉜다.
고생물학자들은 새가 공룡의 일종에서 진화한 것으로 보고 있으며, 새와 공룡을 같은 분지로 다룬다. 이러한 입장에서 보면 공룡은 완전히 멸종한 것이 아니다. 고생물학에서는 새가 용반목 수각아목 마니랍토라의 일종인 코에루로사우리아에 속한 조상으로부터 진화한 것으로 파악하고 있다.

## 일반적 특징

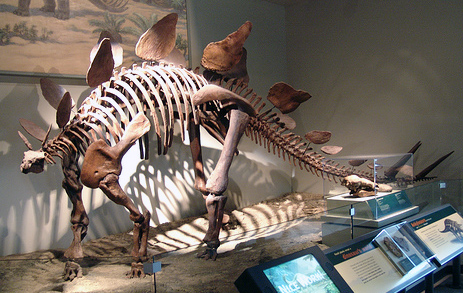
시카고 필드 박물관의 스테고사우루스 골격

공룡은 트라이아스기 후기에 출현하여 백악기 후기까지 존재하였던 지배파충류에 속하는 동물이다. 공룡과 같은 시기에 어룡, 모사사우루스, 플레시오사우루스, 익룡과 같은 다른 고생물들도 있었으나 이들은 공룡과는 다른 목으로 분류된다. 어룡(어룡목), 모사사우루스(유린목), 플레시오사우루스(사경룡목)은 수중에서 서식하였으며 익룡(익룡목)은 날아다녔다. 한편, 페름기에 살았던 디메트로돈은 단궁강 반룡목에 속하며 포유류와 연관이 깊은 생물이다. 공룡은 중생대에 크게 번성하였으며 특히 쥐라기와 백악기에 융성하였다. 다른 동물들의 경우 공룡의 크기에 비할 수 없었는데, 설치류가 주를 이루었던 당시의 포유류의 경우 지금의 고양이만한 크기가 일반적이었다. 그러나 삼돌기치목에 속하는 레페노마무스와 같은 예외적인 동물도 있었다. 이 포유류는 몸무게가 12 - 14 kg에 달해 어린 프시타코사우루스와 같은 작은 공룡을 사냥할 정도였다.
매우 다양한 종류의 공룡이 존재하였으며 2006년까지 밝혀진 바로는 500여 속에 이른다. 이 중에 골격 화석이 발견된 것은 약 75% 정도이다. 초기 연구에서는 공룡을 3400여 속으로 추정하였기도 하였으나 오늘날 화석 기록과는 차이가 있다. 2008년 10월 17일 현재 확인된 공룡의 종은 1047개이다. 새를 포함하면 그 다양성은 증가한다.
공룡의 생김새, 크기, 식성, 행동 양식 등은 천차만별이었다. 초식을 하는 공룡과 육식 공룡이 모두 있었으며, 2족 보행을 하거나 4족 보행을 하였다. 플라테오사우루스나 이구아노돈 같은 공룡들은 2족 보행과 4족 보행을 모두 할 수 있었다. 거대한 크기의 공룡이 있었는가 하면 일반적으로 알려진 것과는 달리 많은 종류의 공룡이 인간과 유사한 크기이거나 그보다 작았다. 여러 종류의 공룡들이 자신의 몸을 보호하기 위한 주로 뿔, 등딱지, 골갑, 볏 등을 갖고 있었다. 공룡은 지구 어디에서나 서식하였으며 남극에도 있었다.

## 해부학적 특징
오늘날 다양한 발견이 이루어지면서 공룡의 특징을 일반화하는 것은 더욱 어려운 작업이 되었다. 그러나, 비록 후기에 출현한 공룡의 특징이 초기 공룡의 그것과는 매우 다르게 변형되었다는 점을 감안하더라도 모든 공룡의 기본적 골격 구조는 지배파충류에서 파생된 것이다. 가장 초기에 출현한 이 공룡은 이후 다양하게 진화한 모든 공룡들의 기반이 되었다. 이와 같은 분류학적 특징을 파생공유형질이라 한다.
공룡은 진화에 의한 종분화를 겪으면서 다양한 파생공유형질이 나타났다. 장골, 경골, 삼각근, 골반뼈 등 많은 해부학적 요소들이 변형을 겪었다.
매우 다양한 공룡들 사이에서 공통적인 해부학적 특징을 찾을 수 있다. 대표적인 것으로는 공룡들이 모두 이궁류에 속한다는 점을 들 수 있는데, 공룡들은 단궁강에 속하는 동물들과는 달리 두개골에 있는 측두창이 둘로 나뉘어 있다. 낮은 턱 뼈도 공룡의 공통적인 해부학적 특징으로 꼽을 수 있다. 이외에도 초기 공룡으로부터 파생된 여러 골격 특징들이 있는데 길쭉한 견갑골, 세 개 이상의 척추뼈로 이루어진 만골 , 하나의 구멍에 직결된 고관절을 이루는 관골구 등이 그것이다.

## 평균 크기

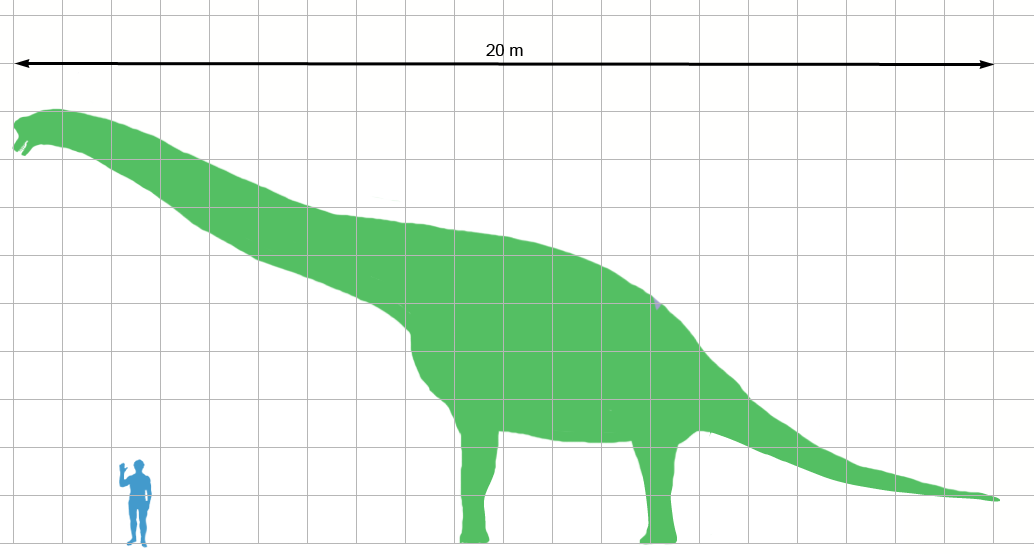
기라파티탄과 대비된 인간의 크기

공룡의 지리적 분포는 물론 모양, 행동 및 크기에는 급격한 변화가 있었다.
따라서 "평균 크기"를 정확하게 정의하기는 쉽지 않아 각각의 연구자들이 다양한 값을 제안하고 있다.
빌 에릭슨에 따르면
무게가 500kg과 5톤 사이로 추정되는 공룡 중에 바이오매스로 측정했을 때 80%는 미국 서부의 모리슨층에서 발견된다. 스테고사우루스와 용각류 등 평균 20톤의 이상인 공룡은 오늘날의 일반적인 대형 포유류와 비교되지 않을 정도로 거대하다 (니콜라스 호튼). 공룡 63 세대에 따라, 호튼 데이터는 395.9 킬로그램 (회색곰의 중량)을 초과하는 평균 질량, 그리고 일반 대중 중간값을 표시 이톤은 (기린 비교). 이의 평균 무게 631g인 멸종 포유류 (788 세대)과 크게 대조 (작은 설치류) 현재까지 발견된 가장 작은 공룡의 3분의 2 이상의 크기였다. 모든 현대 포유 동물, 공룡의 거의 대부분은 개인의 2%를 제외한 모든 살아있는 포유 동물보다 더 있었다.
평균적으로 크기가 가장 큰 축에 속했던 공룡으로는 아르헨티노사우루스, 파타고티탄등이 있고 육식공룡 중에서는 스피노사우루스, 티라노사우루스, 기가노토사우루스가 있다.

## 공룡의 종류
전통적으로 공룡은 조반목(鳥盤目)과 용반목(龍盤目)의 두 종류로 분류된다. 전문가들은 이들 공룡이 헤레라사우루스라는 훨씬 초기 공룡으로부터 진화했다고 믿고 있다. 시간이 지나면서 조반목의 동물이 용반목의 동물의 수를 넘어섰고 새로운 공룡들이 두 집단에서 진화되어 나왔다. 이들 새로운 공룡들은 생존에 보다 잘 적응하여 먹이를 얻고 적으로부터 도망치는 데 익숙했다. 용반류는 도마뱀의 골반을 닮고, 조반류는 새의 골반을 닮았다.

### 조반류
조반목은 크게 각각아목과 장순아목으로 나뉜다. 모든 조반목은 나무나 풀을 뜯어먹고 살았던 초식 공룡으로 입에는 부리처럼 생긴 뼈가 발달했으며, 대부분 몸에 골판(骨板)이 붙어 있었다. 허리는 조류처럼 치골이 좌골에 평행하며, 뒤쪽을 향하고 있었다. 잎 모양의 치관을 가진 초식동물로 어떤 것은 앞니가 없으나 대체로 강력한 어금니를 가졌다. 또한 척추를 뻣뻣하게 하는 힘줄도 가졌다. 백악기에는 조반목이 가장 중요한 초식공룡이었다. 현생 조류하고는 분류학상 무관하다.

### 용반류
용반목은 수각아목와 용각아목으로 나뉘며, 용반목의 허리는 파충류처럼 장골, 치골, 좌골이 세 방향을 나타내고 있으며, 좌골에서 치골이 앞으로 향하는 것으로 식별된다. 용반목에는 크기가 크거나 육식 공룡들이 포함된다. 용반목에 속하는 수각류는 현생 조류의 진정한 조상이다.
| 구분   | 구분   | 속                                                                           |
| ------ | ------ | ---------------------------------------------------------------------------- |
| 용반목 | 수각류 | 알로사우루스 티라노사우루스 데이노니쿠스 오르니토미무스 콤프소그나투스       |
| 용반목 | 용각류 | 플라테오사우루스 울트라사우루스 아파토사우루스 디플로도쿠스 브라키오사우루스 |
| 조반목 | 조각류 | 이구아노돈 힙실로포돈 아나토사우루스 코리토사우루스                          |
| 조반목 | 검룡류 | 스테고사우루스 후양고사우루스                                                |
| 조반목 | 곡룡류 | 노도사우루스 안킬로사우루스                                                  |
| 조반목 | 각룡류 | 트리케라톱스 모노클로니우스 프로토케라톱스                                   |

## 공룡의 생활
공룡 화석들의 발견 지층이나 위치등을 살펴보면, 현대 생태계가 그렇듯이, 여러 공룡들이 같은 시기에 같은 지역에서 함께 살았던 것을 알 수 있다. 공룡들의 생활 방식은 정확하게 알 수는 없지만, 각자 저마다의 독특한 생존 방식을 택했을 것이다. 대형 육식 공룡들은 거대한 몸집을 유지하기 위해 필요한 개개인의 먹이 섭취량이 굉장히 많았기 때문에 대부분 홀로 다녔을 것으로 추정되고, 중,대형 초식공룡들은 위와 같은 포식자들을 견제하기 위해 무리를 지어 다녔을 것이다. 소형 공룡들은 신진대사가 비교적 적었기에, 이같은 대형 공룡들이 남기고 간 먹이들을 섭취하며 생존 해나갔을 것이다.
대형 공룡들은 큰 몸집만큼 방출하는 열의 양도 많기에, 현대의 호랑이처럼 의외로 하루의 많은 부분을 물 속에서 몸을 식히며 보냈을 것이다.
공룡이 어떤 방법으로 번식했는지는 확실하지 않다. 그러나 공룡알 화석이 발견되어, 적어도 몇 종류는 다른 파충류와 사실상 마찬가지로 알을 낳았을 것이라 추측하고 있다. 암컷은 땅을 파서 둥지를 만든 후 여러개의 알을 낳았다. 육아 여부나 방식은 알 수 없지만, 알에서 깬 새끼를 일일이 돌본다거나, 새끼가 제 나름으로 살아가도록 내버려둔다는 가설들이 있다.
일반적으로 공룡은 어느 만큼 자란 다음에는 성장이 멈추는 포유류와는 달리 살아 있는 동안 계속 자란 것으로 짐작되었지만 티라노사우루스의 생장곡선 등으로 본다면 공룡도 일정 기간 자란 다음 성장이 멈추는 걸로 알려진다. 수명은 각각 공룡마다 차이가 있지만 거의 대부분이 정온동물이였다는 점을 본다면 100년 이내로 수명을 다했을 것으로 보인다. 예를 들어 티라노사우루스의 평균 수명은 30년으로 알려져 있다.

## 새를 제외한 공룡의 멸종
과학자들은 새를 제외한 모든 공룡의 멸종을 설명하는 많은 가설을 세웠다. 단지 확실한 것은 백악기 말에 지구에 일어난 변화에 그들이 적응하지 못해 멸종한 것만은 분명했다.

### 소행성·운석 충돌설(K-Pg 대멸종)
첫 번째 가설은 현재 가장 가능성이 높게 여겨지는 백악기 말에 커다란 소행성 또는 운석이 지구에 충돌함으로써 수십억 톤의 먼지가 대기 중에 방출됐고, 그 먼지와 연기에 빛이 차단되어 수 개월 동안 빛이 땅에 도달하지 못했을 것이라는 가설이다. 이 암흑기 동안 식물의 씨와 뿌리는 썩지 않고 남아 있었지만, 생장은 중단됐고, 식물의 감소로 많은 초식 공룡이 죽어갔으며, 초식 공룡을 잡아먹고 살던 육식 공룡의 수도 감소했다. 또 빛이 차단된 6 ~ 12개월 동안 지구의 기온은 영하 상태였고, 이 시기에 작은 포유류나 조류는 털이나 깃털로 추위를 막고, 식물의 씨나 열매, 썩은 식물을 먹으며 살아 남았을 것이다. 그에 비해 대형 공룡은 무방비로 노출되어 멸종했다는 것이다.

### 빙하기에 의한 동멸설
두 번째 가설은 백악기 말에 지구의 기온이 점차 내려갔는데, 공룡이 살아남기엔 너무 추웠고, 공룡은 몸집이 너무 커서 동굴 속에 들어가 추위를 피할 수가 없었으며, 추위를 막을 만한 털이나 깃털도 없었기 때문에 공룡의 자손 번식에도 영향을 미쳐서 온도가 평상시보다 높거나 낮을 때 태어나는 파충류의 새끼는 암수 어느 쪽이든 하나의 성별만 가지고 태어나서, 그러니까 당시 지구의 기온 하강으로 공룡의 새끼들은 모두 같은 성을 갖고 태어나 번식을 못해 멸종한 것이라는 것이다. 그러나 중생대에는 공룡이 멸종할 정도로 추워지지 않았으며 깃털공룡의 발견으로 이 주장은 설득력을 잃는다.

### 초식동물의 부적응설
세 번째 가설은 초식 공룡이 백악기 동안 번성한 새로운 식물들을 먹을 수 없었기 때문에 굶어 죽었다고 생각한다. 초식 공룡이 줄어들면서 이들을 잡아먹고 살던 육식 공룡도 감소했고 결국 모든 공룡이 멸종했다는 것이다. 그러나 이 가설은 익룡, 어룡, 수장룡의 멸종을 설명하지 못해 설득력이 없다.

### 복합(複合)설
네 번째 가설은 지구 온난화와 또 다른 소행성(운석)의 충돌 원인과 다른 요인들이 같이 되어 대량으로 멸종되었다는 설

### 화산 활동설
다섯 번째 가설은 백악기의 화산들이 활발히 활동하여 멸종했다는 가설이다. 화산 활동을 하면서 생기는 화산재들이 대기권을 막으면서 태양으로부터 빛을 받지 못하고 그로 인해 식물이 죽게 되고 식물이 죽어 없어 지면 초식동물 또한 먹이부족으로 죽게 되고 결국에는 먹이사슬구조가 뒤틀리면서 생물체의 멸종이 일어난 것이다.

### 생존경쟁설
이런 가설 이외에도 과학자들은 공룡이 먹이 경쟁에서 포유류에게 뒤져 생존할 수 없게 되었으리라 생각하기도 한다. 포유류들은 뇌가 커서 영리하고, 날렵하여 사냥을 잘하고, 몸에 털이 있어 추위로부터 자신을 지킬 수 있었다. 하지만 공룡은 뇌가 작아 영리하지 못하고, 몸이 크며 동작도 느리고, 변온동물이라 추워지면 얼어 죽을 수 밖에 없었다고 여겨졌으나, 근래의 연구결과로 용각류 등을 제외한 공룡들은 거의 대부분은 민첩했다는 사실이 밝혀지게 되고, 벨로키랍토르나 데이노니쿠스와 같은 수각류의 화석에 깃털과 같은 흔적이 발견되면서 이 학설은 설득력을 잃었다. 게다가, 수각류에서 진화한 새는 현재 풍부한 종 다양성을 유지하고 있다.

## 공룡의 화석
과학자들은 공룡의 뼈·이·알·발자국 등의 화석을 연구함으로써 공룡에 대해 많은 것을 알아냈는데, 19세기 후반에서 20세기 초반 사이에 북아메리카 서부·유럽·아시아·아프리카 등지에서 공룡 화석이 대규모로 발견됐다. 공룡 화석의 산지로는 미국의 유타주, 동아시아의 몽골, 유럽의 벨기에 등이 유명하다.
미국의 애리조나주나 유타주(특히 클리블랜드)에서 대형 공룡 발자국의 화석이 많이 발견되었다. 중국의 북동부 지방에서는 소형이면서 두 다리로 걸어다닌 열하공룡의 발자국이 64m2에 4,000개 이상이 같은 방향을 향해 있어, 이들이 당시에 동쪽으로 대이동을 하였음을 보여 줬다.

### 대한민국의 공룡 화석
대한민국에는 쥐라기와 백악기의 지층이 넓게 분포되어 있다. 1973년에 경상북도 의성군 금성면 탑리의 경상 누층군 사곡층에서 공룡의 뼈 화석이 발견된 이후 1977년부터 이 '공룡 골짜기'에 대한 본격적인 발굴이 시작되어 많은 공룡 화석을 발굴해 냈다. 1983년 경남 하동군 금남면의 경상 누층군 하산동층에서는 조반류의 알껍질 화석이, 또 경상남도 고성군 하이면 덕명리의 경상 누층군 진동층에서는 약 360개의 발자국 화석이 발견되었다. 이 발자국은 거의 대부분 조반류의 두 다리로 걸은 공룡의 것이나, 일부 용반류의 것과 네 다리로 걸은 공룡의 것도 있다. 그 밖에 경남 고성의 해안 및 함안·통영·울산 등지에서 수천 개나 되는 공룡의 발자국 화석이 발견되었으며 합천·진주·군위 등지에서도 크고 작은 많은 초식공룡과 육식공룡 등의 화석이 발견되어 앞으로 대한민국에서도 공룡의 완전한 뼈대 화석이 발견될 날이 있을 것으로 기대된다.

### 일본의 공룡 화석
대한민국과 사실상 마찬가지로 일본도 공룡 화석들이 많이 발굴되었다. 러시아의 영토인 사할린을 제외하면 홋카이도 (나카가와정, 오비라정, 유바리시), 이와테현 이와이즈미정, 후쿠시마현 (미나미소마시, 이와키시, 히로노정), 군마현 간나정, 나가노현 오타리촌, 도야마현 도야마시, 기후현 (시라카와정, 다카야마시), 이시카와현 (하쿠산시), 후쿠이현 (가쓰야마시, 오노시), 미에현 도바시, 효고현 (단바시, 스모토시), 도쿠시마현 가쓰우라정, 야마구치현 시모노세키시, 후쿠오카현 (기타큐슈시, 미야와카시), 구마모토현 (미후네정, 아마쿠사시)에서 발굴되었다.

## 같이 보기
- 공룡목록
- 공룡의 발견
- 중생대
- 백악기-제3기 대멸종

## 참고 문헌
- 이 문서에는 다음커뮤니케이션(현 카카오)에서 GFDL 또는 CC-SA 라이선스로 배포한 글로벌 세계대백과사전의 "공룡" 항목을 기초로 작성된 글이 포함되어 있습니다.